# Фармацеутска комора Републике Српске
Фармацеутска комора Републике Српске је самостална професионална организација дипломираних фармацеута у Републици Српској.

## Оснивање
Народна скупштина Републике Српске је 9. новембра 2001. године донијела Закон о Здравственој комори Републике Српске на основу којег је формирана јединствена Здравствена комора Републике Српске коју су чинила три вијећа: Вијеће доктора медицине, Вијеће доктора стоматологије и Вијеће дипломираних фармацеута. Након нешто више од годину дана приступило се њеној трансформацији у три засебне коморе. Дана 9. априла 2003. донесен је нови Закон о здравственим коморама на основу којег су формиране три засебне коморе: Комора доктора медицине, Комора доктора стоматологије и Фармацеутска комора.
Фармацеутска комора Републике Српске је основана 9. јула 2003. на сједници Скупштине одржаној у просторијама Медицинске електронике у Бањој Луци. Изабрани су органи Коморе: Скупштина, Извршни одбор, Надзорни одбор, Суд части, комисије и друга тијела.

## Дјелатност
Дјелатност Фармацеутске коморе Републике Српске је усмјерена нарочито на:
- издавање увјерења (лиценце) за обављање професионалне дјелатности;
- провјеравање знања и компетентности чланова да се баве својом професијом;
- вођење именика чланова Коморе;
- доношење и усавршавање деонтолошког и етичког кодекса;
- контролисање деонтолошког и етичког нивоа чланова;
- организовање Суда части и утврђивање дисциплинске одговорности чланова;
- унапређење квалитета здравствене заштите;
- утврђивање цијена здравствених услуга и уговарање истих са Фондом здравственог осигурања Републике Српске;
- покретање иницијативе за доношење или измјену закона и других прописа из области здравствене заштите;
- давање мишљења на нацрте и предлоге закона и других прописа из области здравствене заштите;
- давање мишљења надлежном органу на: план и програм специјализације, план и програм приправничког стажа и стручног испита, планове стручног усавршавања, план уписа студената одговарајућег факултета, план мреже здравствених установа, краткорочне и дугорочне планове развоја здравствене заштите;
- изградњу система надзора над стручним и етичким радом чланова, односно осигурање система квалитета рада, путем својих комисија и Суда части;
- давање предлога за добијање звања примаријус и других признања и награда;
- заштиту професионалних и материјалних интереса својих чланова, заштиту угледа и достојанства професије;
- сарадњу са Министарством за послове здравља, здравственим установама и другим организацијама из области здравства, инспекцијама, Фондом здравственог осигурања, удружењима здравствених радника и слично;
- издавачку дјелатност.